# Буди-Козлувка
Буди-Козлувка (пол. Budy-Kozłówka) — село в Польщі, у гміні Малий Плоцьк Кольненського повіту Підляського воєводства.
Населення — 74 особи (2011).
У 1975-1998 роках село належало до Ломжинського воєводства.

## Демографія
Демографічна структура станом на 31 березня 2011 року:
|          | Загалом | Допрацездатний вік | Працездатний вік | Постпрацездатний вік |
| -------- | ------- | ------------------ | ---------------- | -------------------- |
| Чоловіки | 37      | 9                  | 26               | 2                    |
| Жінки    | 37      | 8                  | 20               | 9                    |
| Разом    | 74      | 17                 | 46               | 11                   |